# Adelaide di Weimar-Orlamünde
Adelaide di Weimar-Orlamünde (intorno al 1055 – 28 marzo 1100) fu l'erede e figlia del conte Ottone I di Weimar e Orlamünde, che fu anche margravio di Meißen dal 1062 alla morte, e di Adela di Brabante, figlia di Lamberto II, conte di Lovanio della stirpe dei Reginardi.

## Biografia
Adelaide, che come contessa palatina (iscrizione sul sigillo: Adelheit Palatina comitissa) aveva uno dei più antichi sigilli femminili conservati, proveniva dalla stirpe di Weimar. Si sposò e divenne vedova tre volte:
- Nel suo primo matrimonio sposò l'ascanide Adalberto II di Ballenstedt (intorno al 1030-1079/1080), che fu assassinato a tradimento intorno al 1079 da Egeno II di Konradsburg, probabilmente in una faida. Questo matrimonio produsse due figli:
  - Ottone il Ricco (intorno al 1070/73-1123), che ricevette l'eredità ascanica dal padre; divenne conte di Ballenstedt, conte di Anhalt, dal 1112 duca di Sassonia e per molti anni fu in faida con gli assassini che avevano ucciso suo padre alle spalle (a causa di alienazioni di proprietà ecc.).
  - Sigfrido (intorno al 1075-1113), che ereditò le pretese di Weimar-Orlamünde da sua madre; divenne conte palatino del Reno dopo la morte del patrigno e del padre adottivo.
- Dopo l'omicidio di Adalberto, Adelaide si risposò con il conte palatino Ermanno II di Lotaringia (intorno al 1049-1085) della stirpe degli Azzoni all'inizio del 1080. Ermanno fu ucciso in duello da Alberto III di Namur il 20 settembre 1085. Da questo matrimonio ebbe due figli, ma entrambi morirono nel 1085.
- Dopo la morte di Ermanno nel 1085, Adelaide si risposò per la terza volta con Enrico di Gleiberg-Lussemburgo (intorno al 1050-12 aprile 1095), che si fece chiamare Enrico II di Laach, dal nome del suo castello di Laach sulla riva orientale del lago. Fu conte nel Mayengau e forse anche nell'Engersgau. Enrico succedette ad Ermanno come conte palatino (almeno dal 1087) e fu il primo a chiamarsi "Conte palatino del Reno". Il matrimonio rimase senza figli. Enrico adottò il secondo figlio di Adelaide dal suo primo matrimonio, Sigfrido di Ballenstedt, che divenne il suo successore come conte palatino del Reno dopo la morte di Enrico nel 1099.

## Fondazione dell'abbazia di Santa Maria zu Laach
Il terzo marito di Adelaide, Enrico II di Laach fondò l'Abbatia ad Lacum (in tedesco: Abtei zu Laach, in cui la parola Laach -imparentata con la parola tedesca moderna "Lache"- deriva dall'antico alto tedesco lacha (dal latino lacus, -ūs m.-, in tedesco See, in italiano lago) e significa See (lago)) in onore della santa Madre di Dio Maria e di san Nicola. I lavori di costruzione furono interrotti dopo la morte di Adelaide nel 1100, avvenuta durante un pellegrinaggio a Roma; essa fu sepolta a Springiersbach, ed un memoriale venne posto nel monastero. Fu solo nel 1112 che il figlio di Adelaide e figliastro ed erede di Enrico, il conte palatino Sigfrido, rinnovò la fondazione e fece riprendere i lavori di costruzione. Dal 1863 si chiama abbazia di Maria Laach e dal 1892 è abitata da monaci benedettini.

## Ascendenza
|                              |                       |                          | Genitori             |  |  | Nonni |  |  | Bisnonni               |  |  | Trisnonni             |  |
|                              |                       |                          |                      |  |  |       |  |  | Guglielmo II di Weimar |  |  | Guglielmo I di Weimar |  |
|                              |                       |                          |                      |  |  |       |  |  | Guglielmo II di Weimar |  |  | Guglielmo I di Weimar |  |
|                              |                       | …                        |                      |  |  |       |  |  | Guglielmo II di Weimar |  |  |                       |  |
| Guglielmo III di Weimar      |                       |                          |                      |  |  |       |  |  | Guglielmo II di Weimar |  |  |                       |  |
|                              |                       | …                        | …                    |  |  |       |  |  |                        |  |  |                       |  |
|                              |                       | …                        | …                    |  |  |       |  |  |                        |  |  |                       |  |
|                              |                       | …                        | …                    |  |  |       |  |  |                        |  |  |                       |  |
| Ottone I di Meißen           |                       | …                        |                      |  |  |       |  |  |                        |  |  |                       |  |
|                              |                       | Tietmaro IV              | Gero II              |  |  |       |  |  |                        |  |  |                       |  |
|                              |                       | Tietmaro IV              | Gero II              |  |  |       |  |  |                        |  |  |                       |  |
|                              |                       | Tietmaro IV              | Adelaide             |  |  |       |  |  |                        |  |  |                       |  |
| Oda di Sassonia              |                       | Tietmaro IV              |                      |  |  |       |  |  |                        |  |  |                       |  |
|                              |                       | …                        | …                    |  |  |       |  |  |                        |  |  |                       |  |
|                              |                       | …                        | …                    |  |  |       |  |  |                        |  |  |                       |  |
|                              |                       | …                        | …                    |  |  |       |  |  |                        |  |  |                       |  |
| Adelaide di Weimar-Orlamünde |                       | …                        |                      |  |  |       |  |  |                        |  |  |                       |  |
|                              | Lamberto I di Lovanio | Reginardo III di Hainaut |                      |  |  |       |  |  |                        |  |  |                       |  |
|                              | Lamberto I di Lovanio | Reginardo III di Hainaut |                      |  |  |       |  |  |                        |  |  |                       |  |
|                              | Lamberto I di Lovanio | Adele d'Alvernia         |                      |  |  |       |  |  |                        |  |  |                       |  |
| Lamberto II di Lovanio       | Lamberto I di Lovanio |                          |                      |  |  |       |  |  |                        |  |  |                       |  |
|                              |                       | Gerberga di Lorena       | Goffredo di Jülich   |  |  |       |  |  |                        |  |  |                       |  |
|                              |                       | Gerberga di Lorena       | Goffredo di Jülich   |  |  |       |  |  |                        |  |  |                       |  |
|                              |                       | Gerberga di Lorena       | Ermentrude           |  |  |       |  |  |                        |  |  |                       |  |
| Adela di Brabante            |                       | Gerberga di Lorena       |                      |  |  |       |  |  |                        |  |  |                       |  |
|                              |                       | Gothelo I di Lorena      | Goffredo I di Verdun |  |  |       |  |  |                        |  |  |                       |  |
|                              |                       | Gothelo I di Lorena      | Goffredo I di Verdun |  |  |       |  |  |                        |  |  |                       |  |
|                              |                       | Gothelo I di Lorena      | Matilde di Sassonia  |  |  |       |  |  |                        |  |  |                       |  |
| Oda di Verdun                |                       | Gothelo I di Lorena      |                      |  |  |       |  |  |                        |  |  |                       |  |
|                              |                       | …                        | …                    |  |  |       |  |  |                        |  |  |                       |  |
|                              |                       | …                        | …                    |  |  |       |  |  |                        |  |  |                       |  |
|                              |                       | …                        | …                    |  |  |       |  |  |                        |  |  |                       |  |
|                              |                       | …                        |                      |  |  |       |  |  |                        |  |  |                       |  |